# Stasimopus finni
Espèce
Stasimopus finni est une espèce d'araignées mygalomorphes de la famille des Stasimopidae.

## Distribution
Cette espèce est endémique  du Cap-Oriental en Afrique du Sud,. Elle se rencontre vers Somerset East.

## Habitat
Cette espèce se rencontre dans le désert du Karoo.

## Description
Le mâle holotype mesure 10,84 mm.

## Systématique et taxinomie
Cette espèce a été décrite par Brandt, Sole et Lyle en 2023.

## Étymologie
Cette espèce est nommée en l'honneur de Finn Robert Pirk.

## Publication originale
- Brandt, Sole & Lyle, 2023 : « An integrative taxonomy of the genus Stasimopus Simon 1892 (Araneae: Mygalomorphae) of the Karoo with the description of nine new species and a Stasimopus maraisi Hewitt 1914 male. » Zootaxa, no 5341(1), p. 1-60.